# クラヨーヴァ条約
クラヨーヴァ条約 (クラヨーヴァじょうやく、ブルガリア語: Крайовска спогодба; ルーマニア語: Tratatul de la Craiova) は、1940年9月7日に、ブルガリア王国とルーマニア王国との間で調印された条約で、同年9月13日に批准された。この条約のもと、ルーマニアは、1913年の第二次バルカン戦争で獲得した南ドブロジャをブルガリアに返還することとなった。一方、ブルガリアはその対価として、100万レウを支払った。
条約では、ブルガリアとルーマニアの間で、住民の交換を行うことも定められた。その結果、南ドブロジャに住んでいた103,711人のルーマニア人、アルーマニア人、メグレノ＝ルーマニア人はルーマニア領の北ドブロジャへの移住を強制され、反対に北ドブロジャの62,278人のブルガリア人は南へ移住させられた。また、域内のドイツ人は、ナチス・ドイツへと移住した。

## 経緯

1940年にルーマニアは、南ドブロジャを含む多くの領土を失った

ドイツとイタリアの仲裁で、1940年8月30日に調印された第二次ウィーン裁定では、北トランシルヴァニアがルーマニアからハンガリー王国に割譲された。この北トランシルヴァニアにおける権限委譲は、ナチス・ドイツの外交圧力のもとで行われたが、クラヨーヴァ条約に関してはドイツは直接関わっていない。しかし、ドブロジャの南部をブルガリアに返還し、1912年の国境に戻すことを望むという、1940年7月31日のアドルフ・ヒトラーの発言を汲んだものとなっている。
ヒトラーの発言は、ルーマニア政府に驚きをもって受け取られた。ルーマニア側は、港湾都市のバルチクとシリストラは最低でもルーマニア領として残したいと表明した。一方、ドイツ大使は、ルーマニアがブルガリアに対して犠牲を払うことによって、トランシルヴァニアを巡るハンガリーとの係争において、ヒトラーがルーマニア側の意向をより聞き入れるようになるだろうと伝えた。ルーマニアは2都市を維持しようと試みたが、ドイツによる後ろ盾の確証を得ていたブルガリアがこれを拒んだ。
正式な交渉は、事前にそれぞれの意向が表明された後、1940年8月19日にクラヨーヴァで始まった。交渉は容易ではなく、ルーマニアが南ドブロジャ全域を割譲する用意があると発表したのは、イタリアとドイツの仲裁によって行われていた、トランシルヴァニアを巡るハンガリーとの交渉において、枢軸国への歩み寄りが必要となった8月29日になってからであった。ルーマニア側は、ルーマニア領を維持するようドイツに説得できるまで、交渉を遅らせることも試みていた。

## 内容

1930年の南ドブロジャにおける民族・宗教分布図

クラヨーヴァ条約は、ルーマニアとブルガリアの国境を1912年の状態に戻すということで最終的に落ち着いた。ルーマニアは、第二次バルカン戦争で占領したドブロジャの南部を返還し、およそ7,000k㎡に及ぶ領土を失った。また、域内の人口の4分の1はルーマニア人であった。条約は、ルーマニア国王ミハイ1世代理のアレクサンドル・クレツィアヌ、ヘンリ＝ジョルジェシュ・メイタニと、ブルガリア君主ボリス3世代理のスヴェトスラヴ・ポメノヴ、テオカル・パパゾフの間で、1940年9月7日に調印された。9月13日には、ルーマニアの首相兼指導者のイオン・アントネスクが条約を批准したが、王であるミハイ1世は承認しなかった。
第二次ウィーン裁定で北トランシルヴァニアがハンガリーに移管された際には騒動となったが、ほぼ同時期に行われた南ドブロジャの割譲に対してはそれほど大きな反応はなかった。これは、当時のナショナリストが北トランシルヴァニアを最重要視しており、政府がその回復を繰り返し訴えていたからである。南ドブロジャ移管の受け止められ方は国によって異なり、ルーマニア政界では枢軸国の圧力で強制された「国の分割」、ブルガリア政界では「不正の是正」との解釈である。
ルーマニアの主張により、条約には住民の交換も取り入れられた。この結果、対象地域に住んでいた103,711人のルーマニア人は北ドブロジャへ、北ドブロジャに住んでいた62,278人のブルガリア人は南側へ移住することを余儀なくされた。移住したルーマニア人のほとんどは、ルーマニアへの南ドブロジャ割譲を定めた1913年のブカレスト条約調印以降、入植した人々であった。ギリシャ出身者が多いアルーマニア人住民や、メグレノ＝ルーマニア人もルーマニア人と同様とみなされ、移住の対象となった。彼らはルーマニア領内にあるチェルナ村に移転している。
ブルガリアは、土地を失ったルーマニア人への補償として、100万レウの支払を定められた。数十万人が対象になったにもかかわらず、強制移住は当時の国際法に従って、平和的に行われた。ルーマニアは、両国の残りの領土についても、領内に住む互いの民族を交換することを提案したが、これはブルガリアが拒否したため実現しなかった。
ドブロジャ地方に住んでいたドイツ人は、一部はもともとブルガリア領となる南側に居住していたが、ルーマニア領の北ドブロジャに住んでいた人々は強制移住の影響を受けた。最終的に彼らは「ライヒへ帰郷せよ」というスローガンのもとで行われたドイツ人帰還政策に伴い、ナチス・ドイツへと移住していった。